# San Romerio
San Romerio (toponimo italiano; in lombardo San Rumeri) è un'alpe nel comune svizzero di Brusio, nella regione Bernina (Canton Grigioni).

## Geografia fisica
L'alpe di San Romerio si trova su di un piccolo pianoro a 1 800 m s.l.m. alle pendici del monte Curnasc, sul lato sinistro della valle di Poschiavo. Questi è probabilmente quanto rimane di un antico fondovalle risalente al Pleistocene, detto sistema di Selva, così come è suggerito dalla presenza alla stessa altitudine di numerosi terrazzi analoghi su ambedue i fianchi della vallata. In seguito al ritiro dei ghiacci, circa 12 000 anni fa la valle di Poschiavo si ritrovò con un fondovalle molto più profondo di quanto non lo fosse quello precedente; l'erosione geologica che ne seguì fece sì che parte dell'antico pianoro di San Romerio rovinasse a valle, mentre fu risparmiata la parte più orientale, che è quella attuale.

## Monumenti e luoghi d'interesse
- Chiesa di San Romerio, romanica, attestata dal 1106[2].

## Società

### Tradizioni e folclore
La tradizione vuole che l'antica frana si fermò proprio là dove sorgeva la chiesetta, che risparmiò quindi la vita agli alpigiani e agli armenti. In verità questa fu edificata più tardi proprio a ridosso del baratro, in una posizione paesaggistica di rara bellezza, quasi gli antichi costruttori volessero porre la dimora di Dio ad ostacolo di un futuro scoscendimento. Da questa sua posizione nasce la scherzosa espressione popolare locale secondo cui chiunque compie un giro completo dell'edificio sacro sia in futuro preservato da qualsiasi malattia.